# Raquetebol nos Jogos Pan-Americanos de 2019 - Duplas masculinas
A competição de duplas masculinas foi um dos eventos do raquetebol nos Jogos Pan-Americanos de 2019, em Lima. Foi disputada no cluster da Villa Deportiva Regional del Callao de 2 a 7 de agosto. Javier Mar e Rodrigo Montoya, do México, conquistaram a medalha de ouro. Sua vitória representou a terceira do México na história das duplas masculinas no Raquetebol nos Jogos Pan-Americanos.

## Calendário
Horário local (UTC-5).
| Data        | Horário | Fase             |
| ----------- | ------- | ---------------- |
| 2 de agosto | 10:00   | Fase de grupos   |
| 3 de agosto | 10:00   | Fase de grupos   |
| 4 de agosto | 10:00   | Fase de grupos   |
| 5 de agosto | 16:00   | Oitavas-de-final |
| 6 de agosto | 14:00   | Quartas-de-final |
| 6 de agosto | 17:30   | Semifinal        |
| 7 de agosto | 10:00   | Final            |

## Medalhistas
| Ouro   | MEX Javier Mar e Rodrigo Montoya                                   |
| Prata  | BOL Conrrado Moscoso e Roland Keller                               |
| Bronze | USA Rocky Carson e Charles Pratt CRC Andrés Acuña e Felipe Camacho |

## Fase de grupos
A competição iniciou em uma fase de grupos, com os atletas divididos em três grupos. Os resultados da fase de grupos foram utilizados para o chaveamento da fase eliminatória. Os grupos foram anunciados no encontro técnico no dia anterior à disputa.

### Grupo A
| Raquetebolistas                      | Nação        | J | V | D | SG | SP | PG | PP | Saldo |
| ------------------------------------ | ------------ | - | - | - | -- | -- | -- | -- | ----- |
| Conrrado Moscoso e Roland Keller     | BOL Bolívia  | 3 | 3 | 0 | 6  | 0  | 90 | 13 | 77    |
| Fernando Rios e Jose Daniel Ugalde   | ECU Equador  | 3 | 2 | 1 | 4  | 2  | 62 | 52 | 10    |
| Sebastian Franco e Mario Mercado     | COL Colômbia | 3 | 1 | 2 | 2  | 4  | 60 | 63 | -3    |
| Jonathan Luque e Sebastián Mendiguri | PER Peru     | 3 | 0 | 3 | 0  | 6  | 6  | 90 | 84    |

### Grupo B
| Raquetebolistas                  | Nação              | J | V | D | SG | SP | PG  | PP | Saldo |
| -------------------------------- | ------------------ | - | - | - | -- | -- | --- | -- | ----- |
| Rocky Carson e Charles Pratt     | USA Estados Unidos | 3 | 3 | 0 | 6  | 1  | 100 | 83 | 17    |
| Coby Iwaasa e Samuel Murray      | CAN Canadá         | 3 | 2 | 1 | 5  | 2  | 101 | 61 | 40    |
| Fernando Kurzbard e Shai Manzuri | ARG Argentina      | 3 | 1 | 2 | 3  | 4  | 60  | 83 | -23   |
| Edwin Galicia e Juan Salvatierra | GUA Guatemala      | 3 | 0 | 3 | 1  | 6  | 61  | 95 | -34   |

### Grupo C
| Raquetebolistas               | Nação                    | J | V | D | SG | SP | PG | PP | Saldo |
| ----------------------------- | ------------------------ | - | - | - | -- | -- | -- | -- | ----- |
| Javier Mar e Rodrigo Montoya  | MEX México               | 3 | 3 | 0 | 6  | 1  | 94 | 50 | 44    |
| Andres Acuña e Felipe Camacho | CRC Costa Rica           | 3 | 2 | 1 | 4  | 2  | 62 | 56 | 6     |
| Luis Pérez e Ramón de León    | DOM República Dominicana | 3 | 1 | 2 | 3  | 5  | 87 | 90 | -3    |
| Enier Chacón e Maykel Moyet   | CUB Cuba                 | 3 | 0 | 3 | 1  | 6  | 43 | 90 | -47   |

### Eliminatórias
| Oitavas de final | Oitavas de final                         | Oitavas de final | Oitavas de final | Oitavas de final |  |  | Quartas de final | Quartas de final                     | Quartas de final | Quartas de final | Quartas de final |  |  | Semifinal | Semifinal                            | Semifinal | Semifinal | Semifinal |  |  | Final | Final                                | Final | Final | Final |
|                  |                                          |                  |                  |                  |  |  |                  |                                      |                  |                  |                  |  |  |           |                                      |           |           |           |  |  |       |                                      |       |       |       |
|                  |                                          |                  |                  |                  |  |  |                  |                                      |                  |                  |                  |  |  |           |                                      |           |           |           |  |  |       |                                      |       |       |       |
|                  |                                          |                  |                  |                  |  |  | 1                | Rocky Carson Charles Pratt (USA)     | 5                | 15               | 11               |  |  |           |                                      |           |           |           |  |  |       |                                      |       |       |       |
| 9                | Luis Pérez Ramón de León (DOM)           | 8                | 14               |                  |  |  | 8                | Sebastian Franco Mario Mercado (COL) | 15               | 7                | 7                |  |  |           |                                      |           |           |           |  |  |       |                                      |       |       |       |
| 8                | Sebastian Franco Mario Mercado (COL)     | 15               | 15               |                  |  |  |                  |                                      |                  |                  |                  |  |  | 1         | Rocky Carson Charles Pratt (USA)     | 15        | 9         | 8         |  |  |       |                                      |       |       |       |
| 5                | Coby Iwaasa Samuel Murray (CAN)          | 15               | 15               |                  |  |  |                  |                                      |                  |                  |                  |  |  | 4         | Javier Mar Rodrigo Montoya (MEX)     | 11        | 15        | 11        |  |  |       |                                      |       |       |       |
| 8                | Jonathan Luque Sebastian Mendiguri (PER) | 2                | 3                |                  |  |  | 5                | Coby Iwaasa Samuel Murray (CAN)      | 5                | 6                |                  |  |  |           |                                      |           |           |           |  |  |       |                                      |       |       |       |
|                  |                                          |                  |                  |                  |  |  | 4                | Javier Mar Rodrigo Montoya (MEX)     | 15               | 15               |                  |  |  |           |                                      |           |           |           |  |  |       |                                      |       |       |       |
|                  |                                          |                  |                  |                  |  |  |                  |                                      |                  |                  |                  |  |  |           |                                      |           |           |           |  |  | 4     | Javier Mar Rodrigo Montoya (MEX)     | 15    | 15    |       |
|                  |                                          |                  |                  |                  |  |  |                  |                                      |                  |                  |                  |  |  |           |                                      |           |           |           |  |  | 2     | Roland Keller Conrrado Moscoso (BOL) | 10    | 1     |       |
|                  |                                          |                  |                  |                  |  |  | 3                | Andres Acuña Felipe Camacho (CRC)    | 15               | 15               |                  |  |  |           |                                      |           |           |           |  |  |       |                                      |       |       |       |
| 11               | Edwin Galicia Juan Salvatierra (GUA)     | 15               | 15               |                  |  |  | 11               | Edwin Galicia Juan Salvatierra (GUA) | 8                | 5                |                  |  |  |           |                                      |           |           |           |  |  |       |                                      |       |       |       |
| 6                | Fernando Ríos José Daniel Ugalde (ECU)   | 10               | 10               |                  |  |  |                  |                                      |                  |                  |                  |  |  | 3         | Andres Acuña Felipe Camacho (CRC)    | 15        | 12        | 7         |  |  |       |                                      |       |       |       |
| 7                | Fernando Kurzbard Shai Manzuri (ARG)     | 10               | 15               | 4                |  |  |                  |                                      |                  |                  |                  |  |  | 2         | Roland Keller Conrrado Moscoso (BOL) | 13        | 15        | 11        |  |  |       |                                      |       |       |       |
|                  | Enier Chacón Maykel Moyet (CUB)          | 15               | 11               | 11               |  |  | 10               | Enier Chacón Maykel Moyet (CUB)      | 3                | 7                |                  |  |  |           |                                      |           |           |           |  |  |       |                                      |       |       |       |
|                  |                                          |                  |                  |                  |  |  | 2                | Roland Keller Conrrado Moscoso (BOL) | 15               | 15               |                  |  |  |           |                                      |           |           |           |  |  |       |                                      |       |       |       |
|                  |                                          |                  |                  |                  |  |  |                  |                                      |                  |                  |                  |  |  |           |                                      |           |           |           |  |  |       |                                      |       |       |       |